# Šťastný smolař
Šťastný smolař je televizní filmová pohádka Jiřího Stracha z roku 2012. Vypráví o kominickém synkovi Filipovi (Filip Cíl), který má kvůli prokletí pořád smůlu, kterou nosí nejen sobě, ale i všem ostatním. Vydává se do světa v doprovodu záhadného člověka a notorického lháře jménem Kdokoliv (Ivan Trojan). V pohádce se vyskytují narážky na různé historické i současné reálie a dění ve světě, i na území moderní České republiky, včetně narážky na aféru s podvody při udělování titulů na Západočeské univerzitě ("I titul si v Plzni koupil, aby nikdo nezapochyboval o jeho urozenosti" - zazní přibližně v čase 35:54).
Film se natáčel na hradě Pernštejn, ve skanzenu Zuberec, v Rabštejně nad Střelou, Ledči nad Sázavou, ve Světlé nad Sázavou a v Lednicko-valtickém areálu na Dyji a u Minaretu (v dubnu 2012).

## Obsazení
| Filip Cíl                                 | Filip                    |
| Martina Zábranská [dabing Ivana Korolová] | Hanička                  |
| Jiří Dvořák                               | Karlos                   |
| Ivan Trojan                               | Kdokoliv (Jakub)         |
| Jiřina Bohdalová                          | matka Karlose a Kdokoliv |
| Dagmar Havlová                            | Štěstěna                 |
| Ondřej Vetchý                             | Hlavsa                   |
| Lenka Vlasáková                           | Hlavsová                 |
| Matěj Převrátil                           | Filip 10 let             |
| Mateo Spizzirri                           | Filip 5 let              |
| Vladimír Javorský                         | převozník                |
| Oldřich Vlach                             | sluha Karlose            |
| Simona Babčáková                          | nevěsta                  |
| Michal Pavlata                            | farář na svatbě          |
| Josef Somr                                | hrobník                  |
| Miroslav Táborský                         | pán u hrobníka           |
| Lenka Krobotová                           | paní u hrobníka          |

### Dále hrají
Pavel Kříž - 1. felčar, Michal Bumbálek - 2. felčar, Oldřich Navrátil - statkář, Tomáš Töpfer - kovář, Alena Mihulová - kovářova žena, Zdeněk Dušek - hospodský, Zdeněk Dvořák - statkář, Arnošt Goldflam - učitel, Radek Holub - truhlář, Martin Zahálka - dřevorubec na svatbě, Ivana Valešová - porodní bába, Petr Drozda - Samson (obr v hospodě), Jaroslav Kuneš - dědeček na svatbě, Jiří Racek, Marie Ludvíková

## Recenze
- Spooner, TVzone.cz